# San Mauro Marchesato
San Mauro Marchesato – miejscowość i gmina we Włoszech, w regionie Kalabria, w prowincji Crotone.
Według danych na rok 2004 gminę zamieszkiwało 2413 osób, 57,5 os./km².